# Ухтомская (платформа)
Ухто́мская — остановочный пункт Казанского / Рязанского направления Московской железной дороги в городе Люберцы Московской области. По северо-восточной полосе отвода железнодорожной линии проходит граница с Москвой (район Косино-Ухтомский). Первая платформа в Московской области на данном направлении.

## История
Платформу Подосинки открыли в 1898 году, назвали по близлежащей деревне (с 1934 года входит в состав города Люберцы под названием «Посёлок Ухтомского»). В 1918 году переименовали в честь участника Декабрьского вооруженного восстания в Москве 1905 года машиниста А. В. Ухтомского.
В октябре 2013 г. на платформе в сторону Москвы установили турникеты, в декабре того же года они появились и на второй платформе. Также в ходе реконструкции платформу значительно продлили на запад.

## Описание
Остановочный пункт четырёхпутный, с высокими платформами, одной островной и одной боковой. Платформы соединены пешеходным мостом и частично закрыты навесами изумрудного цвета. Со стороны посёлка Ухтомского имеется автобусная остановка «Платформа Ухтомская» автобусных маршрутов г. Москвы. Историческое здание касс закрыто позднейшей сайдинговой отделкой и не используется.
С другой стороны платформы останавливаются маршрутки 16к 18к, 72к (до станций метро «Жулебино» и «Котельники» и ТРЦ «МЕГА-Белая Дача»).
В 850 метрах (10-15 минут пешком) на северо-запад от платформы находится станция метро «Лермонтовский проспект».
По III, IV пути у юго-восточного торца платформ начинается станция Люберцы I, захватывая часть сооружений платформы под пешеходной лестницей, но эта часть ныне недоступна для пассажиров.

## Наземный общественный транспорт

### Городской
На этой станции можно пересесть на следующие маршруты городского пассажирского транспорта:
- Автобусы: с613, 722, 723, 747

### Областной
- Пригородные автобусы: 453
- Маршрутное такси: 16к, 18к, 72к